# Карлуччи, Милли
Милли Карлуччи (итал. Milly Carlucci, настоящее имя Камилла Патриция Карлуччи итал. Camilla Patrizia Carlucci; 1 октября 1954, Сульмона, Италия) — итальянская актриса, телеведущая.

## Биография
В 1972 году стала победительницей конкурса красоты «Miss Teenager». Училась на факультете архитектуры Римского университета. Начала карьеру телеведущей в телекомпании GBR, впоследствии работала на RAI и Mediaset. С 1980-х годов является одной из заметных ведущих итальянского телевидения.
С 2005 года — ведущая шоу Ballando con le stelle (итальянский аналог «Танцев со звёздами»).
Также известна как певица и актриса кино и сериалов, в частности снималась в комедии режиссеров Кастеллано и Пиполо «Укрощение строптивого».

## Семья
Муж (с 1985 года) — Анджело Донати (итал. Angelo Donati), предприниматель, владелец строительной компании Donati Spa.
- Дочь — Анжелика Донати (итал. Angelica Donati) (род. 1986), менеджер, в 2023 году вышла замуж за 58-летнего принца Фабио Боргезе, сына принца Алессандро Боргезе и Фабриции Читтерио.[6][7]
- Сын - Патрик Донати (итал. Patrick Donati) (род. 1991), с отличием окончил Риджентсский университет в Лондоне, магистр в области стратегии и инноваций в финансово-экономической сфере. Работает в транснациональной компании в Лондоне.[7]

## Награды
- Орден «За заслуги перед Итальянской Республикой». Вручен по инициативе Президента Республики 24 мая 2004 года[8].